# Chatsworth (Ontario)
Chatsworth – gmina (ang. township) w Kanadzie, w prowincji Ontario, w hrabstwie Grey.
Powierzchnia Chatsworth to 595,29 km². Według danych spisu powszechnego z roku 2001 Chatsworth liczy 6280 mieszkańców (10,55 os./km²).